# 延吉朝阳川国际机场
延吉朝阳川国际机场（中国朝鲜语：／）是中国吉林省延边朝鲜族自治州唯一的民用机场，位于延边州首府延吉市的朝阳川镇，始建于1952年，最初为小型军用机场。1985年，经国务院、中央军委批准，延吉机场改建为军民合用机场，属中国东北部重要的支线国际机场，规模位居吉林省第二位，东北地区第五。2017年经国务院，民用航空局批覆後，延吉机场改名为延吉朝阳川国际机场。

## 历史沿革
延吉机场于1952年朝鲜战争期间修建，建设之初为小型军用机场。
1980年代，随着延边州的开放，当地政府希望利用空军延吉机场开办民航航班。经过当地政府争取后，国务院、中央军委于1985年4月12日批复民航使用空军朝阳川机场改建为军民合用机场。同年6月2日，中国人民解放军某部与延边朝鲜族自治州政府正式签订《关于民航使用空军朝阳川机场协议》：空军部队无偿地让民航使用飞机跑道，又无偿地划给延边修建候机大厅的土地；中国民航局为机场提供航行设备和专业技术人员。航站楼、民航员工宿舍以及停机坪等这些基本设施建设费用由延边州负责出资。
1985年7月1日，民航延吉站成立。同年8月29日，安-24型客机首航延吉-沈阳航线，从而结束了延边没有民航航班的历史。1988年9月，1号候机楼落成。
1991年初，根据图们江下游地区开发开放新形势的要求，为改善机场客运和飞行保障条件，进行扩建改造。1993年延吉机场开始扩建工程，其中一期工程为飞行区场道工程，跑道由原来的2000米延长到2600米。3月中旬机场停航，5月8日正式破土动工，同年10月底竣工，11月11日工程正式通过验收，12月23日复航。二期工程为航站楼工程，于1993年10月开工，1997年4月竣工，6月投入运营。改造后的机场航线由原来的3条增至9条，由1家航空公司增加到9家航空公司。
2000年8月，由韩亚航空执飞的至韩国首尔国际包机航班首航。5年中共出境飞机2211架次，旅客33.7万人次，客座率在95%以上，已经形成了以商务和探亲为主、旅游观光为辅的局面。但是，临时包机航线、班次和舱位有限，许多旅客平时还需要到国内其他城市中转。
2003年6月，国务院下发《关于同意吉林延吉航空口岸对外开放的批复》，2004年6月，延吉机场通过了省验收组的预验收。成为吉林省继长春航空口岸之后的第二个对外开放的航空口岸。2005年，延吉航空口岸顺利通过验收，延吉机场成为吉林省继长春航空口岸后的第二个国际机场。
2008年，延边州政府已开始了延吉机场迁建的准备工作，吉林省政府已就延吉机场迁址重建事项致函沈阳军区空军及中国民用航空局征求意见，延吉机场迁址重建前期工作正在积极进行中。
2012年，当地政府投资对机场进行扩建。将原有航站楼结构向西扩建5901.84平方米作为国际航班区域，改建原航站楼建筑面积15755平方米；迁建航空加油站。2013年扩建部分于7月15日完工，7月30日国内改建部分完工。国际航站区于10月13日投入使用。
2014年，延吉机场突破韩国航线航权配额限制，开通至韩国中小城市的航班；同时开航至俄罗斯海参崴、朝鲜平壤的定期航线。机场又于2015年7月4日开通延吉至日本大阪航线定期航班，2016年11月3日执行延吉至台北定期航班。
2015年4月11日，延吉航空口岸开办口岸签证业务。
2017年8月29日，延吉机场于通航32周年之日，正式更名为“延吉朝阳川国际机场”。
2019年，延吉国际机场录得旅客吞吐量166万人次，国际旅客吞吐量715455人次，占比43.03%，总吞吐量和国际旅客吞吐量均创下机场新高，更连续蝉联国际旅客吞吐量占比榜首。
2020年1月，武汉市爆发2019冠狀病毒病疫情。延吉机场于2020年1月29日开始对进出港旅客进行体温检测及旅行历史调查。随着境外疫情发展，2月25日开始对国际航班采取防控措施，3月1日起国际航班被大规模取消：日本、俄罗斯航线停飞，韩国航线减班。2020年3月26日中国民航局出台“五个一”政策后，延吉机场停飞国际航班，最后一班起落航班为3月27日的韩亚航空仁川-延吉-仁川OZ351/2航班。2020年8月20日，德威航空临时恢复大邱-延吉-仁川航班，每周执行一班。2022年3月延边州爆发聚集性疫情，延吉市实施静态管理，机场于3月14日起暂停航班。4月14日先行恢复了德威航空的出港航班，5月14日复航国内航班。2022年7月起，德威航空的延吉-大邱航线改回大邱下机。2022年11月起，济州航空、韩亚航空陆续恢复延吉航线，但部分航线仅延吉出港段载客。12月29日，延吉机场恢复进港国际航班。中国政府对新型冠状病毒感染自2023年1月8日起实施“乙类乙管”后，延吉机场的首班国际航班于1月11日到港，为韩亚航空的OZ351航班。2023年3月换季起，除东航以外的所有延吉-仁川航班均已全数恢复运营。
2023年7月14日，延吉机场单日旅客吞吐量再次突破6000人次大关。而從2023年7月1日至15日期间，延吉机场共保障运输起降594架次，完成旅客吞吐量75518人次，分别恢复至2019年同期的102.1%、101.6%。其中国内运输起降418架次，完成旅客吞吐量50249人次，分别恢复至2019年同期的107.7%、112.7%；国际运输起降176架次，完成旅客吞吐量25269人次，分别恢复至2019年同期的90.7%、85.0%。
2024年，延吉口岸宣布大幅度优化口岸签证政策以大量吸引外国游客，该政策已在韩国获得大面积正面反响，将大幅度促进延吉-韩国航线的进一步增班。

## 机场设施
延吉机场占地总面积365.57万平方米。其中航站楼建筑面积23524平方米，于1997年正式投入使用。内设16个值机柜台，10条安检通道。国际航班区域位于西侧，建于2013年，面积5901平方米。机场机坪总面积6.21万平方米，共4部廊桥，共11个停机位。

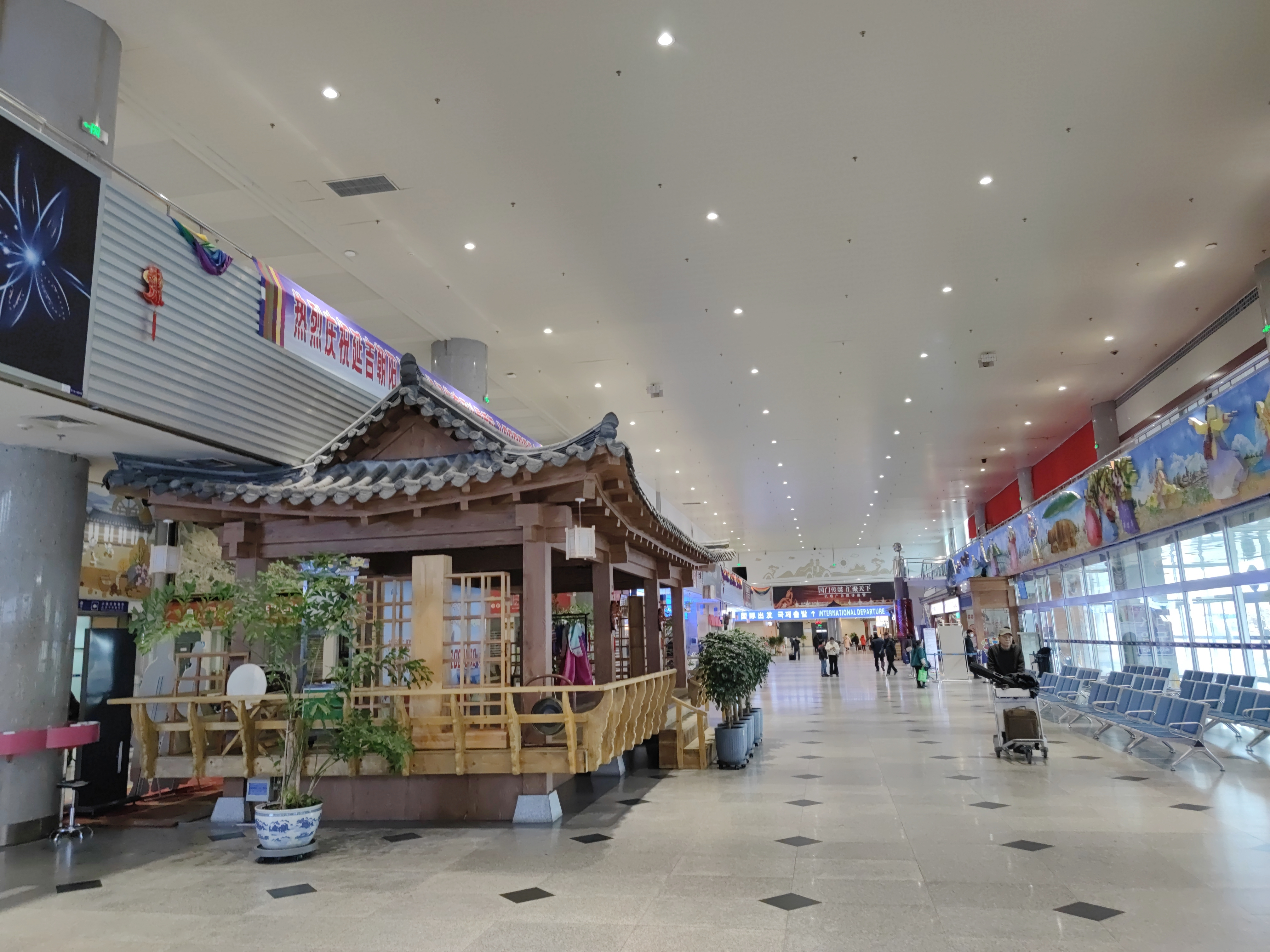
国内航班值机区
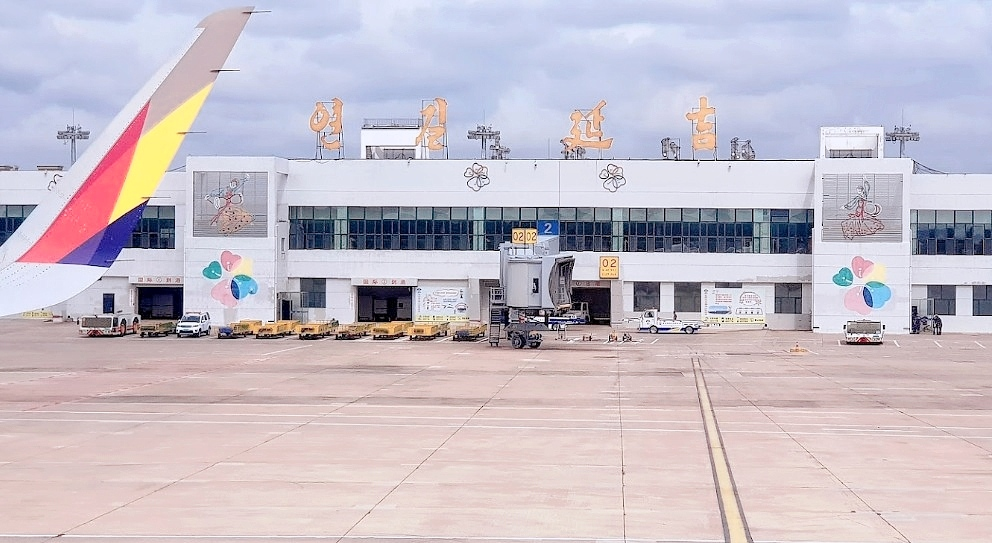
国际区登机廊桥
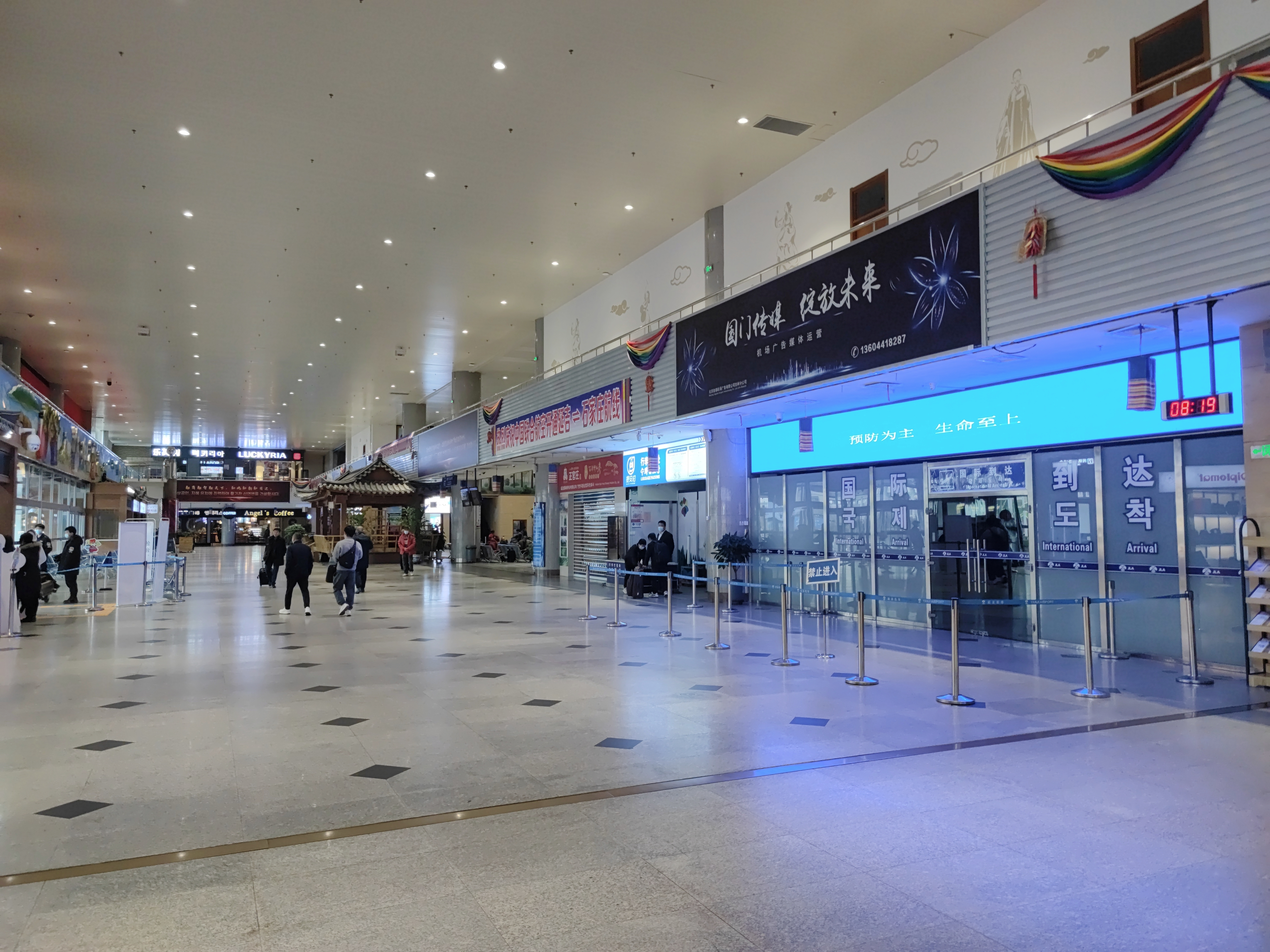
国际到达区域
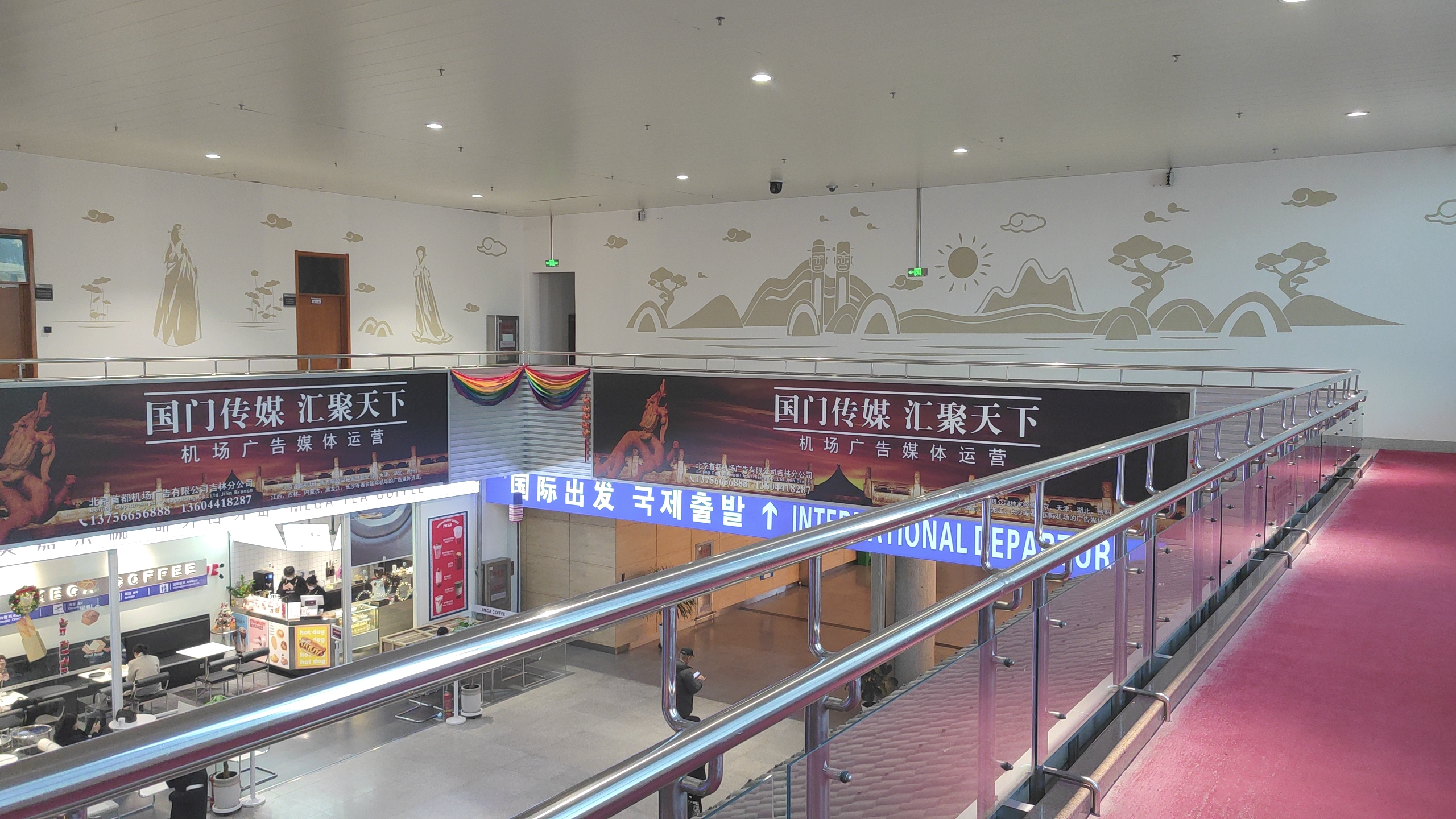
国际出发区域

### 通信频率
塔台管制：118.75MHz（130.00MHz）

## 航点
由於有大量朝鮮族在韓務工，因此大部分國際航班都通往韓國各大城市。2019年，每周共有64班对韩航班，航班数量仅次于上海、青岛和北京；共有6个航司运营每日5至7班次的延吉——仁川航线，为延吉机场每日航班量榜首，其中大韩航空、韩亚航空的市场份额分别为20—35%、15—30%。
2024年，延吉市将争取与韩国各机场均开行商业运行的不经停客运航班，目前延吉-首尔，延吉-釜山，延吉-清州航线航班量均已超过2019年水平且仍在讨论增班计划，延吉-务安航线已于2024年4月27日由济州航空复航，延吉-大邱在后疫情时期经历约1年的暂停之后也已于2024年6月18日回归，而延吉-济州岛等其他航线的恢复运行也已提上日程。也因此延吉机场是中国所有机场中对国际线依赖度最高者，国际线份额曾常年维持在40%以上，甚至超过50%，占比和上海浦东国际机场互争一二，而延吉-韩国航线客流更是常年高于中国相当一部分省会机场的国际线总客流。2023年虽受2019冠狀病毒病疫情后续影响，国际线份额仍超过了30%。
此外，延吉-海参崴航线亦已于2024年4月1日复航，但延吉-大阪，延吉-平壤航线恢复时间暂无消息。

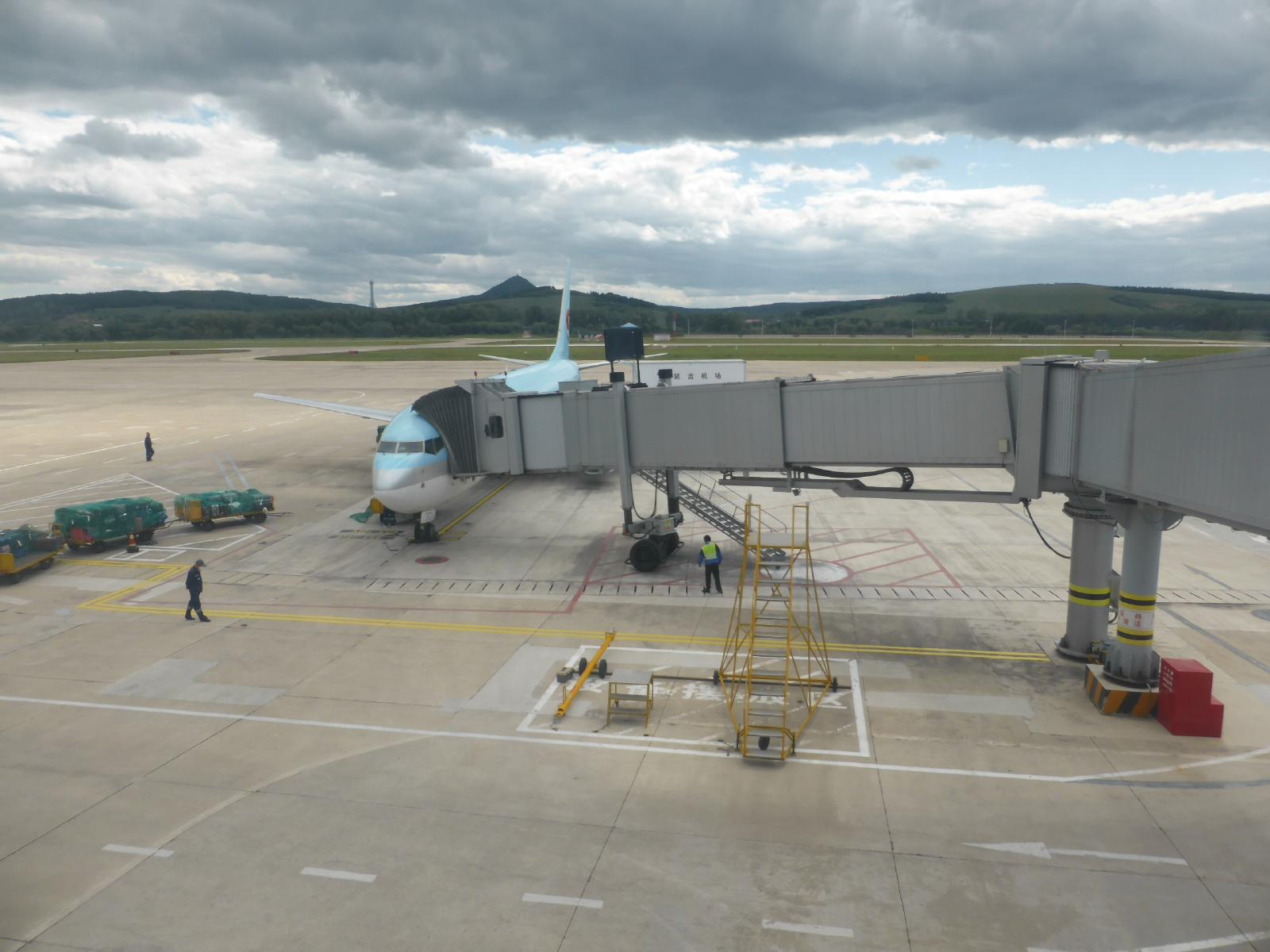
大韓航空客机停靠

| 航空公司     | 目的地                                                                                   |
| ------------ | ---------------------------------------------------------------------------------------- |
| 中国东方航空 | 國內：上海/浦东、杭州、烟台、青岛、威海、杭州、宁波 國際：首尔/仁川、大阪/关西（待恢復） |
| 中国南方航空 | 國內：北京/首都、长春、青島、大连、广州 國際：首尔/仁川、釜山/金海、清州、海參威         |
| 中国国际航空 | 國內：北京/首都、北京/大興、成都/天府（經鄭州） 國際：首尔/仁川                          |
| 中國聯合航空 | 北京/大興、石家莊、溫州                                                                  |
| 上海航空     | 上海/浦東、盐城                                                                          |
| 山东航空     | 青岛、济南                                                                               |
| 九元航空     | 大连、无锡                                                                               |
| 四川航空     | 郑州、重庆                                                                               |
| 吉祥航空     | 南京、大连                                                                               |
| 长龙航空     | 杭州、秦皇岛                                                                             |
| 幸福航空     | 长白山                                                                                   |
| 青島航空     | 長沙（經濰坊）                                                                           |
| 大韩航空     | 首尔/仁川                                                                                |
| 韩亚航空     | 首尔/仁川                                                                                |
| 济州航空     | 首尔/仁川、務安                                                                          |
| 釜山航空     | 釜山/金海                                                                                |
| 德威航空     | 清州（季節性）、大邱（季節性）                                                           |
| 易斯达航空   | 清州（季節性）、釜山/金海（季節性）                                                      |
| 真航空       | 襄陽（季節性）                                                                           |

## 周边
- 朝阳川站